# MapleStory
MapleStory (kor. 메이플 스토리) – gra komputerowa z gatunku MMORPG, z elementami gry platformowej 2D, wyprodukowana przez koreańską firmę Wizet i wydana przez Nexon Corporation 29 kwietnia 2003. Gra utrzymywana jest w konwencji anime i fantasy. Istnieje wiele wersji gry w zależności od regionu. MapleStory oparte jest na modelu free-to-play – gra jest darmowa, ale istnieje możliwość zakupu przedmiotów specjalnych.

## Rozgrywka

### Umiejętności
Istnieją różne umiejętności. Każda profesja posiada je inne. Po wybraniu profesji możemy rozdać jeden punkt SP (Skill Point). Przy każdym poziomie można rozdać 3 SP.

### Potwory
Zabijanie potworów daje graczowi doświadczenie, meso (waluta pieniężna w grze) i czasem różne przedmioty. W zależności od rodzaju potwora może dawać np. więcej doświadczenia i mniej łupu, albo na odwrót itp. Suma korzyści jakie daje nam zabity wróg jest proporcjonalna do jego siły. Potwory mogą być wrażliwe lub odporne na niektóre czary, co sprawia, że odpowiednie klasy graczy trenują na odpowiednich potworach. Niektóre potwory posiadają także specjalne umiejętności, jak zwiększenie odporności, atak na odległość czy trzęsienie ziemi. Najsłabszym potworem w grze jest niewątpliwie Ślimak (Snail). Potwory atakują, dopiero gdy my je zaczepimy, choć istnieją nieliczne, które są już agresywniejsze, np. Thanatos. Istnieją potwory potrafiące skakać czy też latać.

### Bossowie
Te potwory są szczególnie silne i zazwyczaj występują pojedynczo w określonych miejscach. Są jednak miejsca w grze, gdzie trzeba walczyć z kilkoma bossami na jednej mapie (np. Rellik, Hsalf, Margana i Red Nirg – są to 4 bossy, z którymi musimy walczyć naraz. Są groźni bo współpracują by zabić graczy). Trudno je spotkać ponieważ pojawiają się co określony czas lub do ich wywołania jest potrzebny specjalny przedmiot. Mają dużo punktów życia, wyrzucają za to ciekawy ekwipunek, oraz dają wiele doświadczenia. Niektórzy bossowie występują tylko w questach grupowych (Party Quest). Najgroźniejsze są raidowe bossy, zazwyczaj są to ogromne bestie zajmujące całą mapę, posiadające olbrzymią liczbę punktów życia, dużo ataków i mające kilka form (każda forma bossa ma osobny pasek życia). Przykładem takiego bossa jest Zakum albo Horntail.

### Zadania
W grze spotykamy postacie nie sterowane przez graczy ludzkich (NPC). Postacie te często dają nam specjalne zadania (Quest), w których chodzi głównie o pokonanie jakiegoś potwora lub zebranie potrzebnych im przedmiotów. Za zadania dostajemy doświadczenia, ale często też różne rzeczy i Meso. Istnieją także zadania, do których wykonania potrzeba więcej niż jednego gracza (Party Quest). Istnieją także tzw. Jump questy zazwyczaj polegające na pokonaniu toru przeszkód.
Co pewien czas dostępne są także zadania okazyjne, związane z daną porą roku, świętem bądź ważnym wydarzeniem, które można wykonać tylko przez określony czas.

### Świat gry
Świat gry jest podzielony na pięć kontynentów: Maple Island, Victoria Island, Erev Island, Ossyria i Masteria. Istnieją także mapy specjalne, które nie są przydzielone do żadnego z większych lądów. Maple Island to kraina tylko dla graczy początkujących. Po wydostaniu się z niej nie ma już powrotu. Przeznaczona jest do treningu oraz zapoznania się z grą. Na tej wyspie istnieją tylko dwa średniej wielkości miasta: Amherst oraz Southperry i jedno malutkie Mushroom Town. Z Maple Island dostajemy się na Victoria Island.
Istnieją także mapy dostępne na specjalne okazje jak Happyville w okres Bożego Narodzenia, mapa do ślubów Peach Blossom Island lub Amoria dla innych wersji, Shalom Temple – obszar oparty na kulturze Żydowskiej i dostępny w okresie Chanuki, Beer Tent dostępny w okresie Oktoberfest, Haunted Mansion (nie mylić z Haunted House Masterii) dostępna podczas Halloween, Maple Tree Hill z okazji pięciolecia MapleStory South Korea, Premium Road dla graczy z kawiarenek internetowych, czy specjalne reklamowa Coke Town, dostępne tylko przez pewien czas w wersjach koreańskiej i japońskiej gry.

## Wersje gry
Istnieje jedenaście wersji gry przeznaczonych dla odpowiednich rejonów świata: MapleStory South Korea, MapleStory Japan, MapleStory China, MapleStory Taiwan, MapleStory Thailand, MapleStory Global (MapleStory North America), MapleStory South-East Asia (MapleStory SEA), MapleStory Europe, MapleStory Hong Kong, MapleStory Brazil i MapleStory Vietnam, a także planowanych jest otwarcie dwóch nowych: MapleStory India i MapleStory South-West Asia (MapleStory SWA). MapleStory Europe było w fazie testów od 20 lipca 2006. 24 maja 2007 zakończyły się testy („Open Beta”) rozpoczynając oficjalne działanie i jednocześnie zablokowano możliwość rejestracji Europejczyków na MapleStory Global.
Wersja europejska gry, na której grali gracze z Polski, została po 9 latach oficjalnie zamknięta 30 października 2016 roku. Gracze otrzymali możliwość przeniesienia swoich kont na wersję amerykańską (MapleStory Global). Jednocześnie z zamknięciem europejskiej wersji został odblokowany dostęp do wersji amerykańskiej dla graczy z Europy.
Istnieją też prywatne serwery gry, lecz są one nielegalne.